# Donacochara speciosa
Donacochara speciosa là một loài nhện trong họ Linyphiidae. Chúng được Tord Tamerlan Teodor Thorell miêu tả năm 1875.